# 李·罗奇
李·保羅·罗奇（英語：Lee Paul Roche；1980年10月28日—）是一位已退役英格蘭足球運動員，在場上的位置是後衛，同時亦可勝任中場。

## 球會生涯

### 曼聯
罗奇在曼聯展開職業足球生涯，但只代表曼聯在聯賽以替補上場一次。此外他亦曾在聯賽盃對阿森納和歐冠盃對拉科魯尼亞先發上場。在2000/01球季，他被外借至雷克斯汉姆，成為隊中主力球員，在聯賽上場41次。

### 伯恩利
2003年季末，他與曼聯合約完結成為自由身球員。隨後罗奇與伯恩利簽下兩年合約加盟。
罗奇在伯恩利的首個球季首次上場便取得進球，但仍不是球隊主力球員，在臨近季末才開始獲得更多上場機會。然而他不受新教練史蒂夫·科特里爾重新，並從車頓咸簽下米高·杜夫取代他的位置。縱使罗奇仍有上場比賽，但出任位置不再是他熟悉的右中場。他在伯恩利另一顆進球是作客列斯聯以2-1取勝。

### 雷克斯汉姆
2005年夏天，他與伯恩利合約完結後重返雷克斯汉姆，對波士頓聯的比賽取得重返球會的首顆進球。2007年他被球會放棄，而球隊只是僅僅成功保級。

### 德羅伊爾斯
罗奇在2007年轉投德羅伊爾斯登，直至2011年退役。持續的傷患和失去對足球運動的熱愛驅使他以27歲之齡離開運動員生涯。

## 國家隊生涯
罗奇曾代表英格蘭U21，在2002年歐洲U-21足球錦標賽資格賽對芬蘭的比賽先發上場，賽果為2-2。